# Онинцы
Онинцы  — папуасская народность, проживающая в индонезийской провинции [Западное Папуа на территории полуострова Бомберай. Численность — 3-4 тыс. человек. Делятся на две субэтнические группы: онинцы, проживающие на южном берегу залива Берау, а также по берегу моря Серам; ковиайцы — проживают на берегах бухты Камрау. Верующие — мусульмане-сунниты.

## Язык
Говорят на языке Они, восточно-австронезийской группы австронезийской семьи. Язык разделяется на диалекты и говоры. В некоторых частях распространён индонезийский язык.

## История
Онинцы — сформировались в первой половине 2-го тысячелетия н. э., как торговый этнос, в результате втягивания части Новой Гвинеи к Молуккским островам в международную торговлю пряностями. В это время мигранты из Малайского архипелага ассимилировали коренное население папуасов. В XIV веке были подчинены яванской империи Маджапахит, после входят в сферу влияния гесерских княжеств и султана Тидоре, где и принимают ислам в XVI—XVII веках.
Вплоть до XX века местные княжества контролировали торговлю благовониями, орехами, шкурами райских птиц и т. д., между папуасами и индонезийцами, в качестве посредника. С упадком торговли пряностями падает и влияние онинцев. Развитие нефтедобывающей промышленности и активная конкуренция в торговле с китайскими торговцами привлекает большое количество мигрантов из Западной Индонезии. Одна из наиболее больших и распространенных этнических групп, которые являются родственными онинцам, бугисы, чья родина Южная Сулавеси, помогли сформировать процесс региональной и национальной интеграции и дисинтеграции прошлого и настоящего (Ammarell 2002: 51). Этот процесс повлиял на расположение народа онин.

## Традиционные занятия
Хорошо развито собирание продуктов моря, рыболовство, добывание саго, приусадебное огородничество; подсобную роль приняла морская и сухопутная охота. Резьба по дереву, лепное гончарство, строительство судов играют не последнюю роль в экономике.

## Традиционная одежда
Повседневная мужская одежда европейского стиля. Праздничное одеяние — саронг и распашная кофта из цветного ситца. Женская одежда — однотонный розовый или голубой саронг, подвязанный на груди, а на праздниках на саронг надевают длинную распашную кофту белого цвета.

## Культура
Christian Pelras писал, что культурные традиции народов Южной Сулавеси с давних времен включала в себя достижения, которые сейчас у нас ассоциируется с  современностью (Robinson 2002: 332). Национальными являются общеиндонезийские танцы типа менари, пантомимические танцы папуасского происхождения. До сих пор сохранились традиционные верования, сохранился культ предков, изображаемых в виде идолов (матутуо), культ лодок, дракона (нага) и т. д.

## Общество
Группа общин во главе с раджей, которые раньше составляли княжества — основа социальной организации. Семейно-брачная структура, как и родственная, не изучены.

## Брак
Онинцы,как и их родственный народ бугис, очень ревностно относятся к своим традициям и строго соблюдают брачный ритуал. С того момента,как Индонезия стала независимым государством, брачные узы все также указывали на статус супругов. Выкуп невесты - это главный показатель статуса семьи. Этот выкуп составляет достаточно символическое сумма,которая называется "rankprice" (Bolyard 1991: 462).

## Питание
Традиционной пищей онинцев является рыба с овощными приправами, варёный саговый крахмал, печёные изделия из саго.